# Jean-Pierre Staelens
Jean-Pierre Staelens, né le 15 juin 1945 à Linselles et mort le 1er janvier 2000 à Charenton-le-Pont, était un joueur de basket-ball français. Il était le parrain de Tony Parker. Il a été un dirigeant de l'équipe de Levallois-Perret en 1995 et a été champion d'Ile-de-France en 1995 avec l'équipe des Anciens de l'AS Messine de Rueil.

## Biographie
il était présent au pensionnat Saint Jean-Baptiste de la Salle à Estaimpuis (Belgique) en 1955.

## Clubs
- 1964-1969 :  Denain (Nationale 1)
- 1969-1970 :  Toulouse (Nationale 1)
- 1970-1978 :  Denain (Nationale 1)

## Palmarès
- 100 sélections en équipe de France
- Meilleur marqueur du championnat : 1966, 1967 et 1968
- Recordman du nombre de points marqués en un match de championnat (élite) avec 71 points contre Valenciennes le 4 mars 1967
- Champion de France Cadets (avec l'US Tourcoing) : 1962
- Champion de France :1965